# Oxyethira tamperensis
Oxyethira tamperensis är en nattsländeart som beskrevs av Malicky 1999. Oxyethira tamperensis ingår i släktet Oxyethira och familjen smånattsländor. Enligt den finländska rödlistan är arten nära hotad i Finland. Artens livsmiljö är bäckar. Inga underarter finns listade i Catalogue of Life.